# Gustavo Dalsasso
Gustavo Tulio Dalsasso Coletti (Villa Regina, 25 settembre 1976) è un ex calciatore argentino naturalizzato cileno, di ruolo portiere.

## Carriera

### Club
Ha giocato nella massima serie del campionato argentino e cileno.